# Face/Off
Face/Off er en amerikansk spændingsfilm fra 1997, instrueret af John Woo og med John Travolta og Nicolas Cage i hovedrollerne. Filmen var en af de ti film i 1997 der indtjente flest penge.
Face/Off bliver anset som en af Woos mest succesfulde Hollywood-produktioner, ikke kun på grund af de intense actionsekvenser, men for sin unikke handling som krævede at Travolta og Cage begge spillede to personer. Som følge af skuespillernes emotionelle karakterer mister seeren aldrig overblikket over hvem der er helt og hvem der er skurk, selv om det skifter mellem skuespillerne.

## Handling
Face/Off er historien om FBI-agenten Sean Archer (Travolta) som har tilbragt de sidste 6 år på jagt efter terroristen og snigmorderen Castor Troy (Cage). Troy har tidligere forsøgt at myrde Archer, men endte med at myrde hans søn i stedet. Efter at have modtaget et tip, slår Archer og hans hold til mod et jetfly som Troy og hans bror Pollux (Alessandro Nivola) er ombord i. Flyet kører ind i en hangar og brødrene forsøger at flygte. Castor dræber en række agenter i den følgende skudepisode, men bliver til sidst slået bevidstløs af Archer, og Castor og Pollux bliver taget til fange. Det bliver imidlertid afsløret, at Castor og Pollux er hyret til at sprænge en del af Los Angeles ved hjælp af et biologisk våben. Efter at Archer har afhørt nogle af Troys medhjælpere, viser det sig, at Pollux er den eneste anden person end den bevidstløse bror som ved hvor bomben er, og han vil kun fortælle det til Troy. Et regeringsmedlem fortæller Archer om en ny kirurgisk teknik, hvor en persons ansigt kan transplanteres over til en anden person. Archer forstår, at dette er den eneste måde han kan finde ud hvor bomben er, så han går med til operationen. På grund af, at operationen er tophemmelig kan han ikke fortælle om det til sin kone og datter. Operationen er succesfuld, og Archer (nu spillet af Nicolas Cage) bliver placeret i det samme fængsel som Pollux er indsat i.
I fængslet får Archer at vide hvor bomben er af Pollux. Den ægte Castor vågner imidlertid op fra koma, og tager doktoren som udførte ansigtsudbyttet som gidsel. Han får Archers ansigt transplanteret til sig selv. Troy (nu spillet af John Travolta) og hans mænd brænder alle som kendte til ansigtsbyttet, og ødelægger dermed alt bevis og dokumentation, der henviser de to mænd til hinanden. Castor besøger Archer i fængslet, og praler af, at han har fået ansigtet, og får siden sat broren Pollux fri. Han får Pollux til at "indrømme" hvor bomben er placeret, og uskadeliggør den, for så at blive anset som en helt. I fængslet lykkes det i mellemtiden Archer at flygte ved hjælp af anden indsat, og kommer tilbage til Los Angeles. 
Filmen ender i en skudveksling under FBI-direktøren Victor Lazarros begravelse, hvor Troy bliver dræbt og Archer får sine sin familie og ansigt tilbage.

## Medvirkende
| Skuespiller        | Rolle                   |
| ------------------ | ----------------------- |
| John Travolta      | Sean Archer/Castor Troy |
| Nicolas Cage       | Castor Troy/Sean Archer |
| Joan Allen         | Dr. Eve Archer          |
| Alessandro Nivola  | Pollux Troy             |
| Gina Gershon       | Sasha Hassler           |
| Dominique Swain    | Jamie Archer            |
| Nick Cassavetes    | Dietrich Hassler        |
| Harve Presnell     | Victor Lazarro          |
| Colm Feore         | Dr. Malcolm Walsh       |
| John Carroll Lynch | Walton, fængselsvagt    |
| CCH Pounder        | Dr. Hollis Miller       |
| Robert Wisdom      | Tito Biondi             |
| Margaret Cho       | Wanda Tan               |
| Jamie Denton       | Buzz Williams           |
| Matt Ross          | Loomis                  |
| Chris Bauer        | Ivan Dubov              |
| Myles Jeffrey      | Michael Archer          |
| David McCurley     | Adam Hassler            |
| Thomas Jane        | Burke Hicks             |

## Citater
- I can eat a peach for hours
- In order to catch him, he must become him.
- It's like looking in a mirror – only not
- Only one will survive
- To destroy your enemy, you must find him, face him, and then... become him.

## Andet
- Bådjagtscenen i slutningen af filmen skulle oprindeligt bruges i John Woos film Hard Target, men blev forkastet til fordel for noget andet, og brugt i denne film i stedet
- Manuskriptet var oprindeligt sat til en fjern fremtid, men efter at John Woo skrev under som instruktør fik han manuskriptet omskrevet til at finde sted i dag, så at fokus kunne rettes mere mod figurene i filmen end teknologien.
- I plottet med den fjerne fremtid var skuespillerne Arnold Schwarzenegger og Sylvester Stallone overvejet til hovedrollerne. Andre par, der var under overvejelse bestod af Harrison Ford og Michael Douglas, såvel som Al Pacino og Robert De Niro.
- I en scene havde Jamie Archer (Seans datter, spillet af Dominique Swain) en kæreste som forsøgte at tvinge hende til at gå i seng med sig. Karakteren blev spillet af Danny Masterson, kendt fra Dengang i 70'erne
- Filmen blev nomineret til en Oscar for bedste lyd, men tabte til Titanic. * Face/Off vandt en Saturn Awards for Bedste Instruktion og Manuskript, og en MTV Movie Award for Bedste Action Scene (speedbåd-jagten) og Bedste Duo for Travolta og Cage.
- Filmen var en del af en trilogi af film i slutningen af 1990'erne med Nicolas Cage i hovedrollen, der blev co-produceret af Paramount Pictures og Touchstone Pictures, med Snake Eyes (1998) og Bringing Out the Dead (1999).